# 2009年世界ボクシング選手権大会
2009年世界ボクシング選手権大会（2009 World Amateur Boxing Championships）は、2009年10月23日から11月3日までイタリア・ミラノのメディオラヌム・フォーラムにて開催された第15回AIBA世界ボクシング選手権である。

## メダル獲得者
| 階級               | 金                           | 銀                       | 銅                             |
| ------------------ | ---------------------------- | ------------------------ | ------------------------------ |
| ライトフライ級     | セルダンバ・プレブドルジ     | ダビド・アイラペチャン   | リ・ジャツァオ                 |
| ライトフライ級     | セルダンバ・プレブドルジ     | ダビド・アイラペチャン   | シン・ジョンフン               |
| フライ級           | マックウィリアムズ・アローヨ | ツグスソグ・ニヤンバヤル | Ronny Beblik                   |
| フライ級           | マックウィリアムズ・アローヨ | ツグスソグ・ニヤンバヤル | ミーシャ・アロイアン           |
| バンタム級         | デテリン・ダラクリエフ       | Eduard Abzalimov         | ヤンキエル・レオン             |
| バンタム級         | デテリン・ダラクリエフ       | Eduard Abzalimov         | ジョン・ジョー・ネビン         |
| フェザー級         | ワシル・ロマチェンコ         | Sergey Vodopyanov        | オスカル・バルデス             |
| フェザー級         | ワシル・ロマチェンコ         | Sergey Vodopyanov        | バホディリオ・ソールトノフ     |
| ライト級           | ドメニコ・ヴァレンティノ     | ホセ・ペドラザ           | Koba Pkhakadze                 |
| ライト級           | ドメニコ・ヴァレンティノ     | ホセ・ペドラザ           | Albert Selimov                 |
| ライトウェルター級 | ロニエル・イグレシアス       | フランキー・ゴメス       | ウランチメグ・ムンフ・エルデネ |
| ライトウェルター級 | ロニエル・イグレシアス       | フランキー・ゴメス       | Gyula Káté                     |
| ウェルター級       | ジャック・クルカイ           | アンドレイ・ザンコボイ   | Botirjon Mahmudov              |
| ウェルター級       | ジャック・クルカイ           | アンドレイ・ザンコボイ   | セリク・サピエフ               |
| ミドル級           | アッボス・アトエフ           | Andranik Hakobyan        | ビジェンデル・シン             |
| ミドル級           | アッボス・アトエフ           | Andranik Hakobyan        | アルフォンソ・ブランコ         |
| ライトヘビー級     | アルツール・ベテルビエフ     | Elshod Rasulov           | Jose Larduet                   |
| ライトヘビー級     | アルツール・ベテルビエフ     | Elshod Rasulov           | Abdelkader Bouhenia            |
| ヘビー級           | エゴー・メコンチェフ         | オスマイ・アコスタ       | John M'Bumba                   |
| ヘビー級           | エゴー・メコンチェフ         | オスマイ・アコスタ       | オレクサンドル・ウシク         |
| スーパーヘビー級   | ロベルト・カンマレーレ       | ローマン・カピトネンコ   | ビクタル・ズエフ               |
| スーパーヘビー級   | ロベルト・カンマレーレ       | ローマン・カピトネンコ   | 張志磊                         |